# Marco César Meira Naslausky
Marco César Meira Naslausky (* 18. Dezember 1940 in Rio de Janeiro) ist ein ehemaliger brasilianischer Diplomat.

## Leben
Marco César Meira Naslausky ist der Sohn von Dinayá Maira Nauslausky und Jayme Nauslausky.
Marco César Meira Naslausky studierte Rechtswissenschaft an der Universidade Federal do Rio de Janeiro, absolvierte den Curso de Preparação à Carreira Diplomática des Rio Branco-Institutes und trat 1963 in den auswärtigen Dienst.
Von 1979 bis 1984 war er zeitweise Geschäftsträger in Washington, D.C.
Von 30. Juni 1989 bis 1992 war er Botschafter in Brüssel und wurde am 22. August 1990 mit Amtssitz in Brüssel zum Botschafter in Luxemburg ernannt.
1992 war er Generalkonsul in New York City.
Von 24. März 1995 bis 15. Juni 1998 war er Botschafter in La Paz.
Von 15. Juni 1998 bis 2000 war er Botschafter beim Heiligen Stuhl.
2001 leitete er die Agência Brasileira de Cooperação.
Von 26. September 2003 bis 19. Juli 2006 war Botschafter in Kopenhagen und wurde am 2. Juli 2004 mit Amtssitz in Kopenhagen zum Botschafter in Vilnius ernannt.
| Vorgänger                             | Amt                                                                            | Nachfolger                 |
| ------------------------------------- | ------------------------------------------------------------------------------ | -------------------------- |
| Antônio Francisco Azeredo da Silveira | brasilianischer Geschäftsträger in Washington, D.C. 1979 bis 1984              | Sérgio Corrêa da Costa     |
| Carlos Sylvestre de Ouro Preto        | Botschafter in Brüssel 30. Juni 1989 bis 1992                                  | João Carlos Pessoa Fragoso |
| André Guimarães                       | Botschafter in La Paz 24. März 1995 bis 15. Juni 1998                          | Stelio Marcos Amarante     |
| Francisco Thompson-Flôres             | Botschafter beim Heiligen Stuhl 15. Juni 1998 bis 2000                         | Agripino Maia Oto          |
| Vera Pedrosa Martíns de Almeida       | brasilianischer Botschafter in Kopenhagen 26. September 2003 bis 19. Juli 2006 | Georges Lamaziére          |